# Your Wildest Dreams
Your Wildest Dreams è una canzone del 1986 dei Moody Blues, presente nell'album The Other Side of Life, composta dal chitarrista del gruppo Justin Hayward, diventata famosa anche per un video passato molto su MTV.